# Ludo Peeters

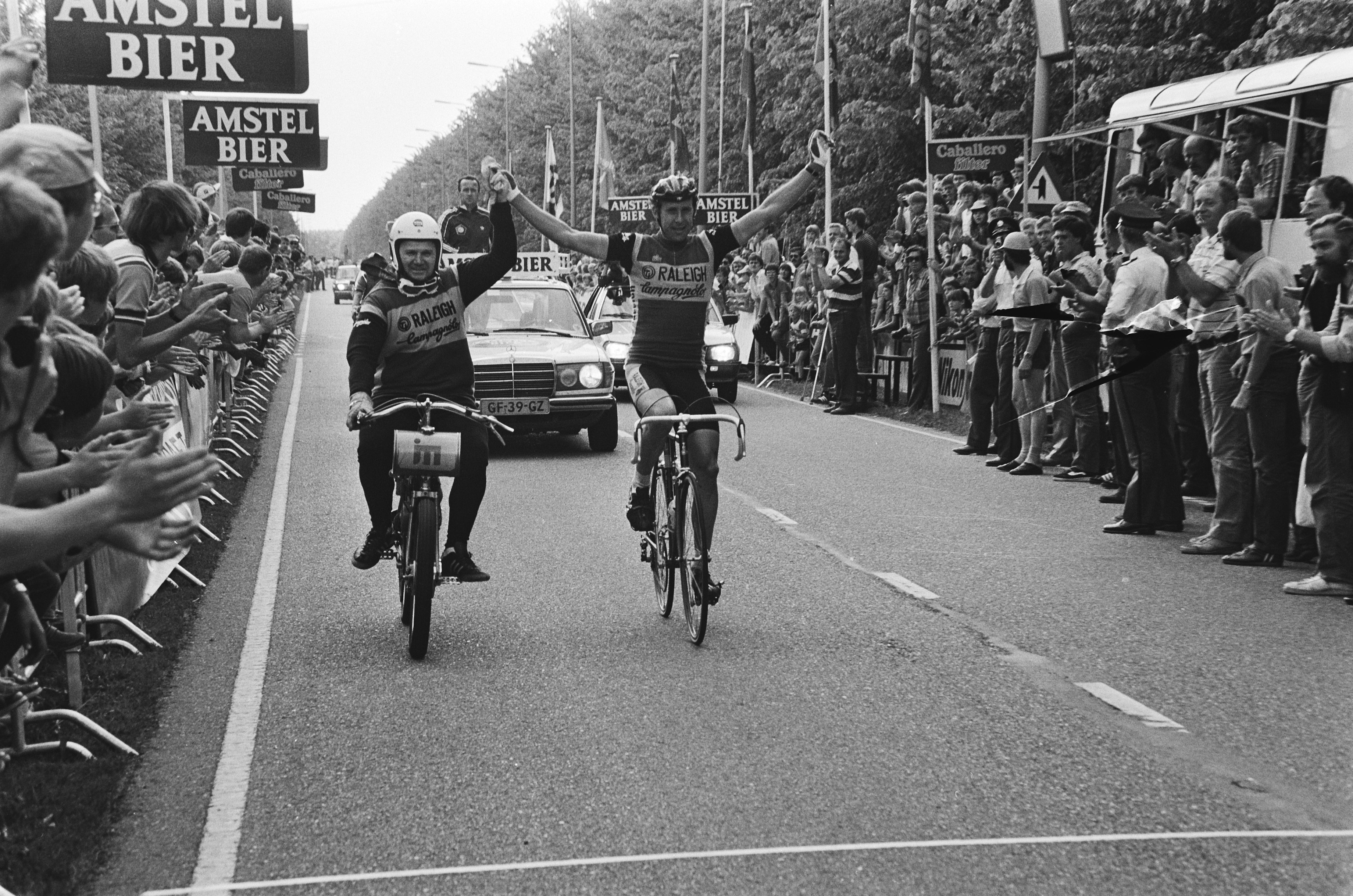
Ludo Peeters 1982

Ludo Peeters (* 9. August 1953 in Hoogstraten, Belgien) ist ein ehemaliger belgischer Radrennfahrer. Seine Karriere begann er 1974 und beendete diese 1990.
In seiner 16-jährigen Karriere konnte Peeters unter anderem drei Etappen der Tour de France und wichtige Eintagesrennen wie die Meisterschaft von Zürich oder Rund um den Henninger-Turm gewinnen. 1974 wurde er Zweiter der Polen-Rundfahrt und gewann dort eine Etappe.

## Größte Erfolge
- Tour de France: 1980: 14. Etappe, 1982: 1. & 9. (Teil 1) (MZF) Etappe, 1986: 7. Etappe
- Tour de Suisse: 1980: 9. Etappe (Teil 1)
- Tour de Romandie: 1981: 2. Etappe
- Belgien-Rundfahrt: 1985: , 1. Etappe
- Luxemburg-Rundfahrt: 1978:
- Meisterschaft von Zürich: 1985
- Paris–Brüssel: 1977, 1979
- Paris–Tours: 1983, 1985
- Rund um den Henninger-Turm: 1983

## Teams
- 1974–1980 IJsboerke
- 1981–1983 TI-Raleigh
- 1984–1988 Kwantum / Superconfex-Yoko
- 1989 Caja Rural-Paternina
- 1990 Team Stuttgart